# Allophylus peduncularis
Allophylus peduncularis är en kinesträdsväxtart som beskrevs av Ludwig Radlkofer. Allophylus peduncularis ingår i släktet Allophylus och familjen kinesträdsväxter. Inga underarter finns listade i Catalogue of Life.